# 智合仓活佛
智合仓活佛，俗称凉州佛或朗嘎哇，是中国青海省海东地区乐都县瞿昙寺的三个活佛系统之一（其余两个为卓仓居巴仓活佛、卓仓曼巴仓活佛），属藏传佛教格鲁派。

## 沿革
瞿昙寺是明朝初年由海喇嘛的侄子三罗喇嘛创建。“智合” 意为石岩，因为当年海喇嘛曾经在乐都县南山的官隆岩洞修炼，故名“智合仓”，又称“智合木洛”。由于不计追认的第二、第三世智合仓活佛生于凉州，故当地人以其出生地称智合仓活佛为“凉州佛”。又因为该活佛系统追认的第一世活佛三罗喇嘛据传说乘一头白牛，人称“朗嘎哇”，故又称智合仓活佛为“朗嘎哇”。
海喇嘛来自今西藏自治区洛扎县卓垄地区，“卓仓”一名便因地名“卓垄”而来，与“智合仓”合称“卓仓智合仓”。卓仓（又称“觉仓”）成为乐都县南山一带的地名。又由于藏文中“卓”意为小麦，卓仓家族便以汉语谐音“麦”改为“梅”，以梅为姓，卓仓家族遂变成梅氏家族。
智合仓活佛系统追认三罗喇嘛为第一世活佛。如不计追认，则智合仓活佛的转世系统开始于班觉丹增。班觉丹增，又名“官却图多央增”，清朝康熙年间生于梅氏家族，获清朝封为“灌顶净觉弘济大国师”。
清朝雍正元年（1723年）青海发生罗卜藏丹津事件，瞿昙寺高层僧人遭牵连，班觉丹增的侄子阿旺宗哲在兰州遭囚禁7年，明清时期所赐的印信及敕书都被收回，瞿昙寺遂衰落。智合仓活佛系统的活动中心由瞿昙寺转往塔尔寺，在塔尔寺兴建了自己的府邸，智合仓活佛成为塔尔寺的活佛。
第二世智合仓活佛罗桑丹贝尼玛（1744年－1807年）是凉州乃亥央人，1793年任塔尔寺第三十六任法台。第三世智合仓活佛噶桑丹增嘉措（1810年－1873年，又作“罗桑旺秀噶桑嘉措”）是凉州达垅沟人，1851年任塔尔寺第五十六任法台。第四世智合仓活佛罗桑噶桑嘉措，1876年生于乐都县南山，1899年任塔尔寺第七十六任法台。1958年之前，瞿昙寺存有海喇嘛以及自班觉丹增到罗桑噶桑嘉措的历世智合仓活佛的灵塔。
历世智合仓活佛是瞿昙寺的寺主。第五世智合仓活佛仍为瞿昙寺寺主，名叫仓成善，曾任平安县政协委员。

## 历世智合仓活佛
智合仓活佛系统追认的第一世活佛为三罗喇嘛。如不计追认，则第一世活佛为班觉丹增。以下列出不计追认的历世智合仓活佛：
| 世数   | 生年   | 坐床年份 | 卒年   | 汉文姓名     | 藏文姓名 |
| ------ | ------ | -------- | ------ | ------------ | -------- |
| 第一世 | ？     | ——       | ？     | 班觉丹增     |          |
| 第二世 | 1744年 | ——       | 1807年 | 罗桑丹贝尼玛 |          |
| 第三世 | 1810年 | ——       | 1873年 | 噶桑丹增嘉措 |          |
| 第四世 | 1876年 | ——       | ？     | 罗桑噶桑嘉措 |          |
| 第五世 | ？     | ——       |        | 仓成善       |          |